# تروجي
تَرُوجَة، والنسبة إليها تَرُوجِيّ، من قرى مركز أبي المطامير في محافظة البحيرة في جمهورية مصر العربية. حسب إحصاءات سنة 2006، بلغ إجمالي السكان في تروجة 20٬048 نسمة، منهم 9٬786 رجل و10٬262 امرأة.

## التاريخ
هي من القرى القديمة، حيث وردت باسم «تروجه» في أعمال البحيرة ضمن قرى الروك الصلاحي التي أحصاها ابن مماتي في كتاب قوانين الدواوين، كما وردت باسم «تروجه» في أعمال البحيرة ضمن قرى الروك الناصري التي أحصاها ابن الجيعان في كتاب «التحفة السنية بأسماء البلاد المصرية». وفي العصر العثماني وردت باسم «تروجه» في التربيع العثماني الذي أجراه الوالي العثماني سليمان باشا الخادم في عصر السلطان العثماني سليمان القانوني ضمن قرى ولاية البحيرة. وفي تاريخ 1228هـ/1813م الذي عدّ قرى مصر بعد المسح الذي قام به محمد علي باشا باسم «تروجي» ضمن قرى مديرية البحيرة.[بحاجة لمصدر]